# 全国社会保険労務士会連合会

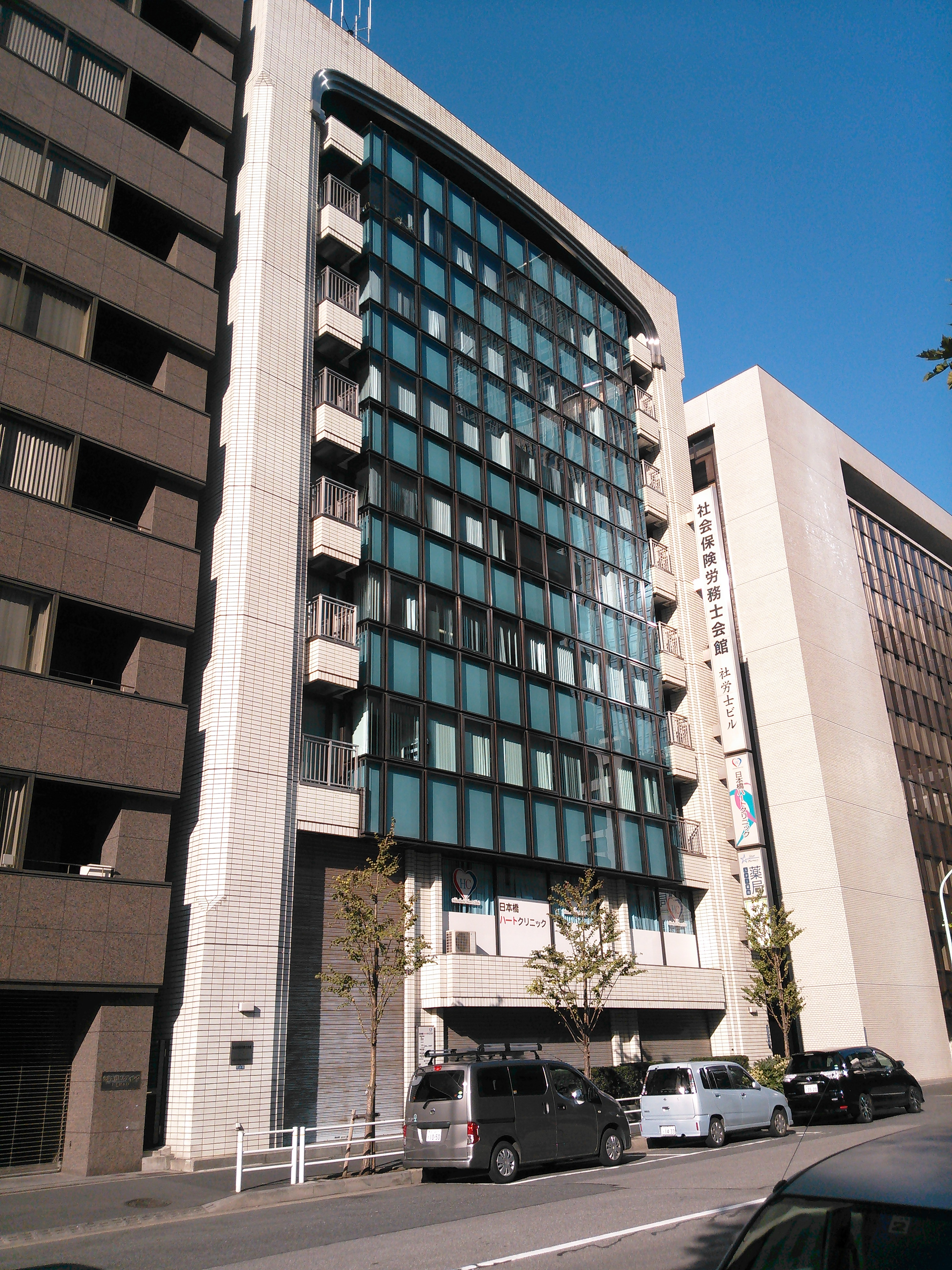
社会保険労務士会館

全国社会保険労務士会連合会（ぜんこくしゃかいほけんろうむしかいれんごうかい、略称・全社連）は、社会保険労務士法第25条の34に基づき、厚生労働大臣の認可を受けて設立された特別民間法人である。各都道府県の社会保険労務士会による連合組織であり、社会保険労務士がその名称を名乗って業務を行う際には都道府県社会保険労務士会を通じて、全社連に備え付けられている社会保険労務士名簿に登録することが義務付けられている。

## 概要
- 所在地 - 東京都中央区日本橋本石町3丁目2番12号　社会保険労務士会館
- 会長 - 大野実（東京都社会保険労務士会）
- 設立目的 - 社会保険労務士会の会員の品位を保持し、その資質の向上と業務の改善進歩を図るため、社会保険労務士会及びその会員の指導及び連絡に関する事務並びに社会保険労務士の登録に関する事務を行うほか、試験事務及び代理業務試験事務を行う（社会保険労務士法第25条の34第2項）

## 業務
上記の目的を達成するため、次の事業を行う（全社連会則第4条）。
1. 社会保険労務士の品位を保持するため、社会保険労務士会及びその会員に対し、勧告又は指導を行うこと。
2. 社会保険労務士の資質の向上を図るため、社会保険労務士の業務に関する研修を行うこと。
3. 社会保険労務士の登録及び社会保険労務士法人の届出に関する事務を行うこと。
4. 社会保険労務士の業務の改善進歩を図るため、調査研究を行うこと。
5. 社会保険労務士制度の普及宣伝を行うこと。
6. 社会保険労務士法別表第1に掲げる労働及び社会保険に関する法令に関する調査研究を行うこと。
7. 関係行政機関等に対する協力及び連絡を行うこと。
8. 会報の発行を行うこと。
9. 福利厚生に関すること。
10. 社会保険労務士法の規定に基づく社会保険労務士試験の実施に関する事務を行うこと。
11. 社会保険労務士法の規定に基づく紛争解決手続代理業務試験の実施に関する事務を行うこと。
12. 社会保険労務士法の規定に基づく試験免除等の講習を行うこと。
13. 資格審査会の設置及び運営を行うこと。
14. 社会保険労務士の電子申請に関する業務を行うこと。
15. 認証個別労働関係紛争解決手続の業務を行うこと。
16. その他本会の目的を達成するために必要な事業を行うこと。

### 資格審査会
全社連には資格審査会が置かれ、全社連の請求により、社会保険労務士の登録の拒否及び登録の取消しについて必要な審査を行う（社会保険労務士法第25条の37第1項、2項）。
資格審査会は、会長及び委員6名をもって組織し、会長は、全社連の会長をもってこれに充てる。委員は、会長が、厚生労働大臣の承認を受けて、社会保険労務士、労働又は社会保険の行政事務に従事する職員及び学識経験者のうちから各同数を委嘱しなければならない。委員の任期は、2年とする（社会保険労務士法第25条の37第3項~6項、同施行規則第23条の2第1項）。資格審査会は、委員の過半数の出席がなければ、会議を開き、議決をすることができない（同施行規則第23条の2第6項）。

### 試験事務
全社連は、社会保険労務士試験の試験事務を行う場合において、その役員のうちから試験事務に従事する者を選任しなければならず、選任したときは、その日から15日以内に、当該役員の氏名及び略歴を記載した届出書を厚生労働大臣に提出しなければならない（社会保険労務士法第25条の40、同施行規則第25条）。
全社連は、試験事務を行う場合において、社会保険労務士試験の問題の作成及び採点を社会保険労務士試験委員に行わせなければならない。試験委員を選任しようとするときは、厚生労働省令で定める要件を備える者のうちから選任しなければならず、選任したときは、その日から15日以内に、当該試験委員の氏名及び略歴並びに当該試験委員の担当する試験の科目を記載した届出書を厚生労働大臣に提出しなければならない（社会保険労務士法第25条の41、同施行規則第27条）。試験事務に従事する連合会の役員若しくは職員、試験委員又はこれらの職にあった者は、試験事務に関して知り得た秘密を漏らしてはならない。これらの者は、刑法その他の罰則の適用については、法令により公務に従事する職員とみなす（社会保険労務士法第25条の42）。「厚生労働省令で定める要件を備える者」とは、以下のいずれかに該当する者であることとする（同施行規則第26条）。
- 学校教育法による大学において労働社会保険諸法令又は経営学に関する科目を担当する教授若しくは准教授の職にあり、又はあった者
- 厚生労働大臣が前号に掲げる者と同等以上の知識及び経験を有すると認めた者

### 意見表明・行政への協力
全社連は、厚生労働大臣に対し、社会保険労務士の制度の改善に関する意見又は社会保険労務士の業務を通じて得られた労働社会保険諸法令の運営の改善に関する意見を申し出ることができる（社会保険労務士法第25条の38）。
厚生労働大臣及びその他の行政機関は、社会保険労務士法及び労働社会保険諸法令の円滑な実施を図るため、広報、調査その他必要な事項について、社会保険労務士会又は全社連に協力を求めることができる（社会保険労務士法第25条の46）。

## 歴史
- 1968年 - 発足
- 2003年3月31日 - 特別民間法人となる